# Martin PBM Mariner
Martin PBM Mariner – patrolowa łódź latająca konstrukcji amerykańskiej.
Martin PBM Mariner był projektowany od 1937 r. jako następca wcześniejszych konstrukcji Consolidated PBY Catalina i P3M. Prototyp odbył pierwszy lot 18 lutego 1939 r. Samoloty seryjne zaczęto dostarczać w 1941 r. Pierwszą wersję PBM-1 z wciąganymi pływakami podskrzydłowymi zbudowano tylko w 20 sztukach. Wersja o powiększonym zasięgu pozostała w prototypie XPBM-2. Natomiast PBM-3 zbudowano w wariantach 3B i 3C w liczbie 304 sztuk. Wyprodukowane 201 sztuk wersji PBM-3D miało nowe silniki, stałe pływaki i samouszczelniające zbiorniki paliwa. Zbudowano też 50 sztuk wersji transportowej PBM-3R bez uzbrojenia, mogących zabierać ładunek lub 20 pasażerów. 156 samolotów wersji PBM-3S zbudowano specjalnie do zwalczania japońskich okrętów podwodnych. Ostatnia, wyprodukowana w liczbie 589 sztuk, wersja bojowa PBM-5 była uzbrojona w 8 karabinów maszynowych kal. 12,7 mm i miała zainstalowany radar AN/APS-15. Po wojnie, do kwietnia 1949 r., zbudowano jeszcze 42 samoloty w wersji amfibii PBM-5A. Razem z prototypami zbudowano 1366 samolotów PBM Mariner.
Większość Marinerów służyło na Pacyfiku. Brytyjskie lotnictwo RAF Coastal Command w ramach Lend-Lease Act otrzymało 28 sztuk Marinerów GR.Mk I, czyli PBM-3B. Używało ich przez 6 tygodni w październiku i listopadzie 1943 r. Później samoloty zwrócono. Były to dobre samoloty, odporne na uszkodzenia, ale droższe w produkcji niż PBY Catalina. Używano ich jeszcze w latach 50.

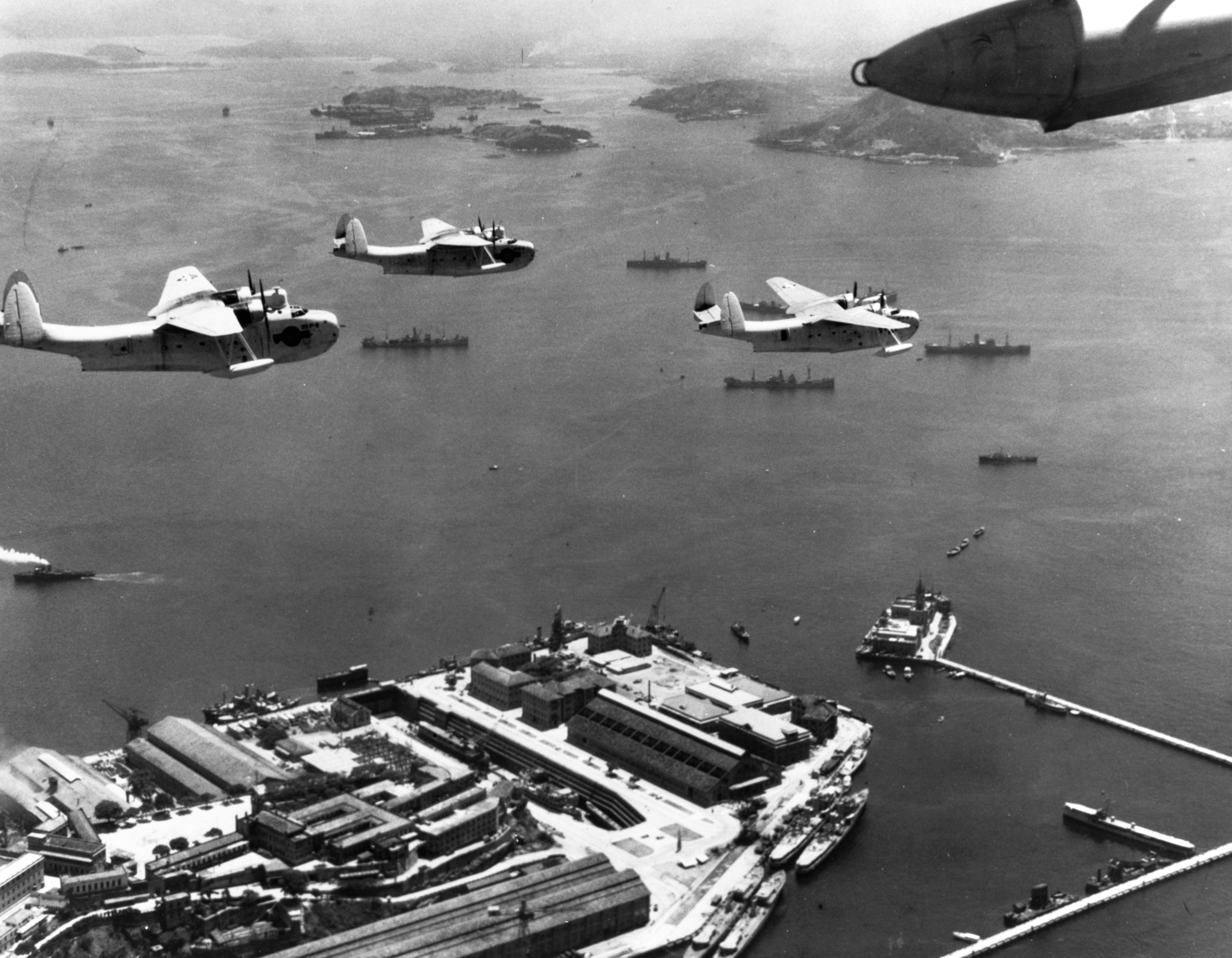
Trzy samoloty PBM Mariner podczas lotu nad portem w Rio de Janeiro, grudzień 1943 r.

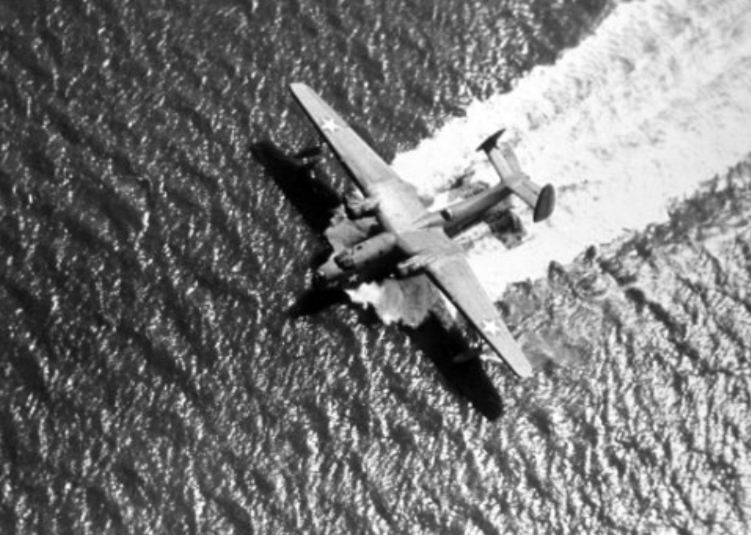
PBM Mariner podczas wodowania. Zdjęcie wykonano w 1942 r.

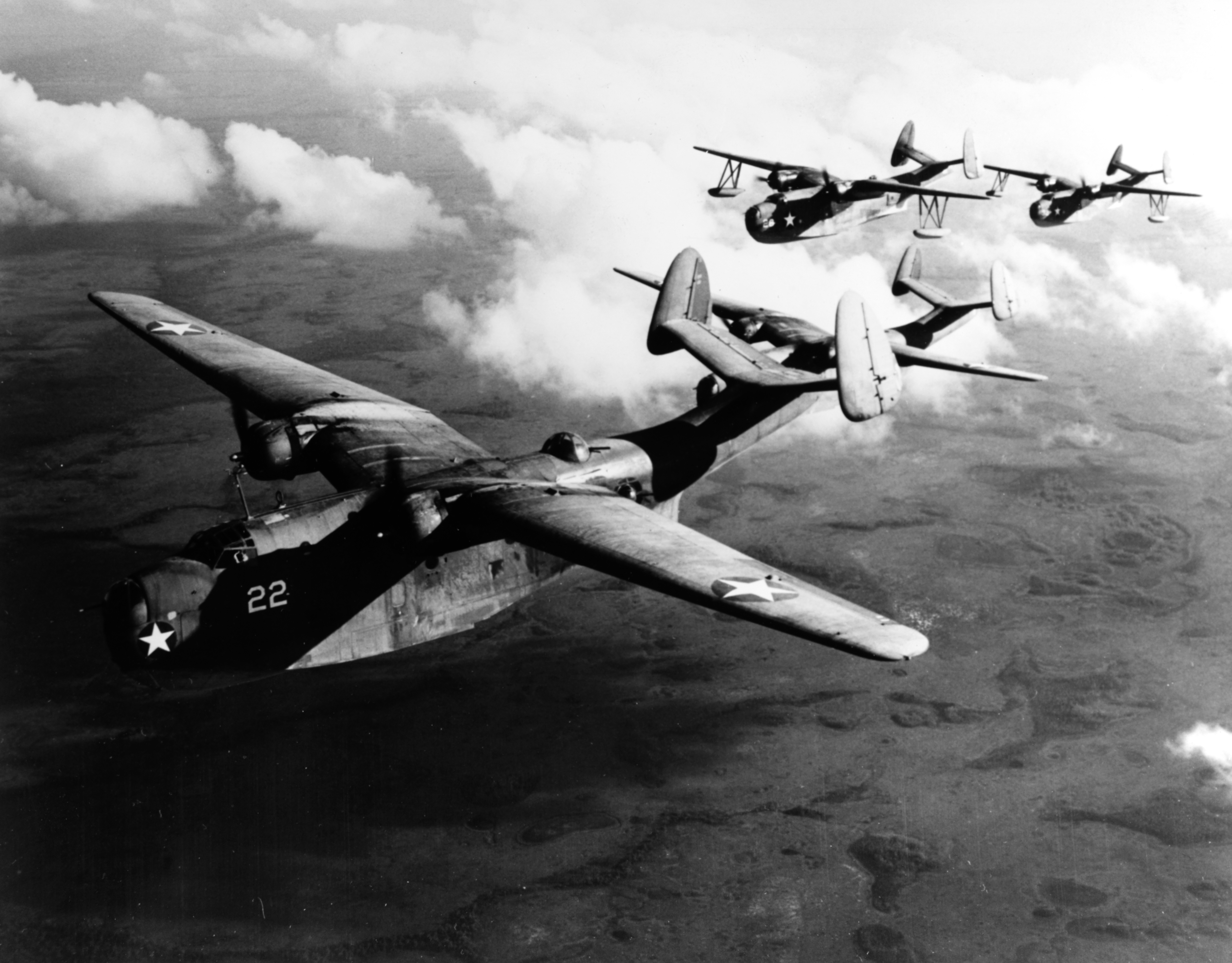
Cztery samoloty PBM Mariner podczas lotu. Dwa pierwsze PBM-1 nie posiadają podskrzydłowych pływaków, zaś dwa PBM-3 (na drugim planie) posiadają pływaki. Zdjęcie wykonano 15 sierpnia 1943 r.

Silnik Wright Cyclone R-2600 eksponowany w MLP w Krakowie